# Сивец луговой
Сивец луговой (лат. Succísa praténsis) — многолетнее травянистое растение, распространённое в Евразии от Исландии до Восточной Сибири, вид рода Сивец (Succisa) семейства Жимолостные (Caprifoliaceae).

## Название

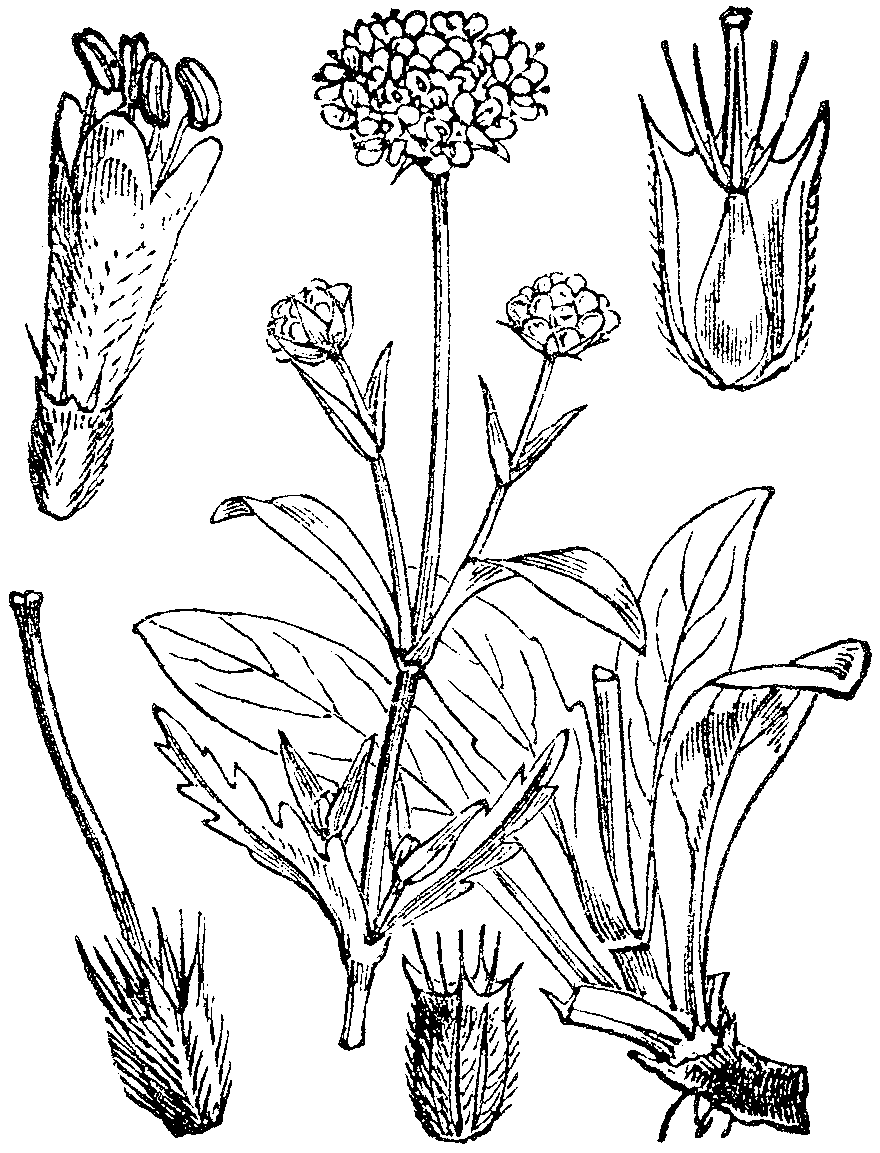
Сивец обыкновенный. Ботаническая иллюстрация из книги Мартина Циленшека Naše škodljive rastline (1892)

Русские общеупотребительные названия сивца лугового — полевая скабиоза, сатанинский корень, чёртов корень. Да последние названия объясняются, скорее всего, чёрным цветом корневища, аналогичное определение растение имеет и в английском языке, devil’s-bit. Кроме того, с чёртом связана целая серия обиходных названий сивца, основанных на резко укороченной форме его главного корня, словно бы обрезанной: дьявольское угрызение, укушение или откушение, а также чёртовъ кус, чёртов обгрызок или совсем коротко — чертогрыз. 
Сивцом обиходно назывались также Белоус торчащий (Nardus stricta) и Костёр полевой (Bromus arvensis).
Другие русские названия сивца лугового приводит Владимир Даль в своём Толковом словаре: далиха, пуповник, коровий язык, самоправа, детородин, грудная трава, короста, седун.
Региональными названиями этого растения являются: ранник, свербежная трава, одышная трава (Россия), любка (Киевская область), название, более характерное для растений из семейства Орхидные, а также грудная трава (Костромская область), детородин (Кировская область), пуповная трава (Сибирь).
В Энциклопедическом словаре Брокгауза и Ефрона статья о сивце называется «Синец», при этом Макс Фасмер считает слово «синец» производным от слова «синий», которое в данном случае является табуистическим названием чёрта.

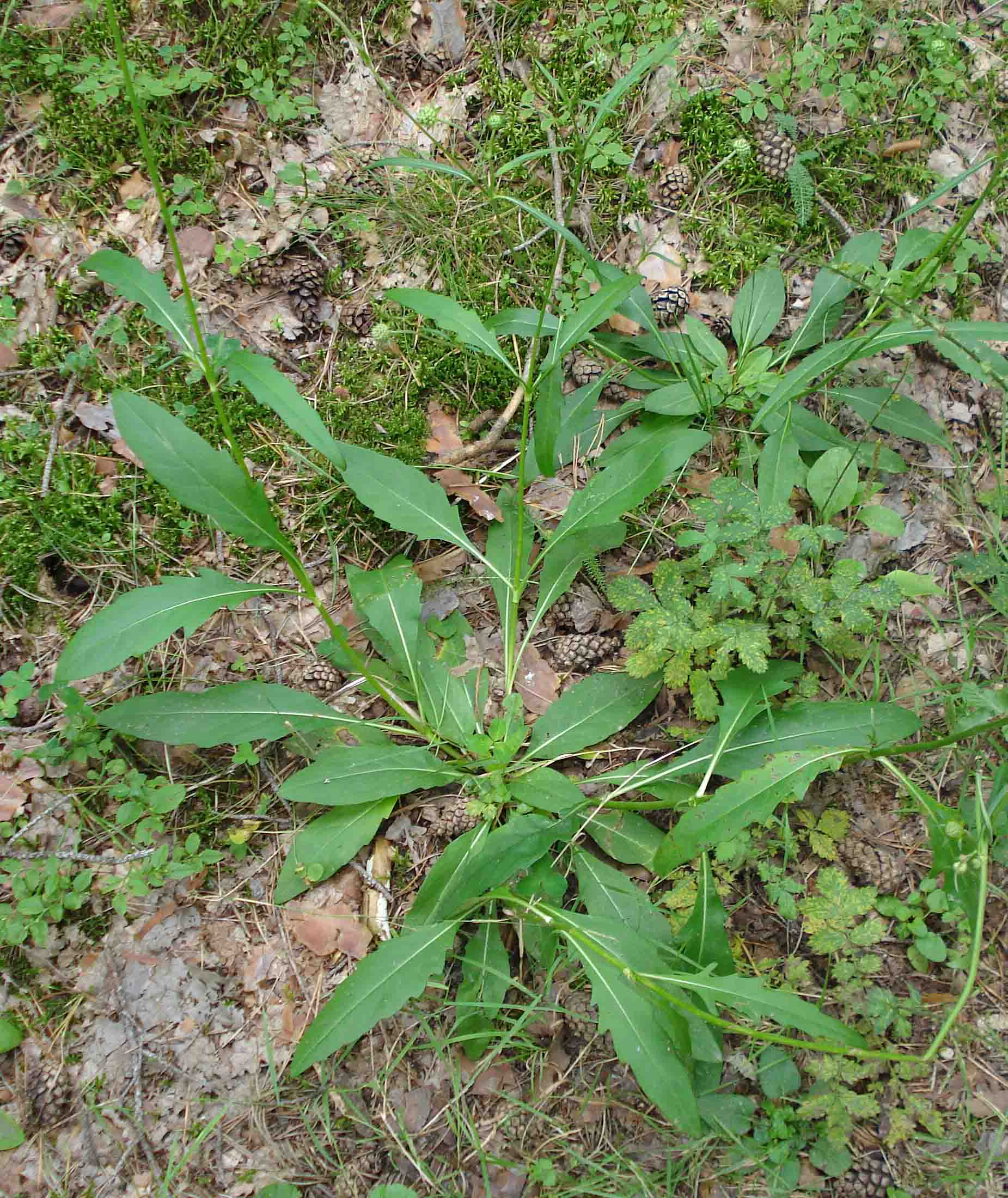
Прикорневые листья сивца

## Ботаническое описание
Сивец луговой — многолетнее травянистое растение высотой от 15 до 90 см (по другим данным, от 30 до 180 см).
Корневище короткое, косое, с многочисленными толстыми корнями.
Стебель прямостоячий, простой, реже в верхней части ветвистый, внизу голый или оттопыренно волосистый, вверху покрыт прижатыми волосками.

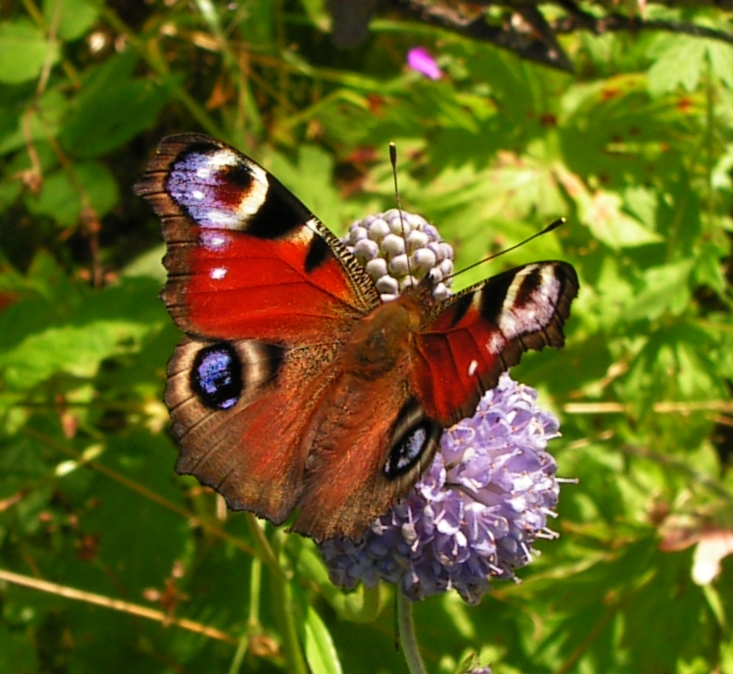
Один из опылителей сивца — дневная бабочка павлиний глаз (Inachis io)

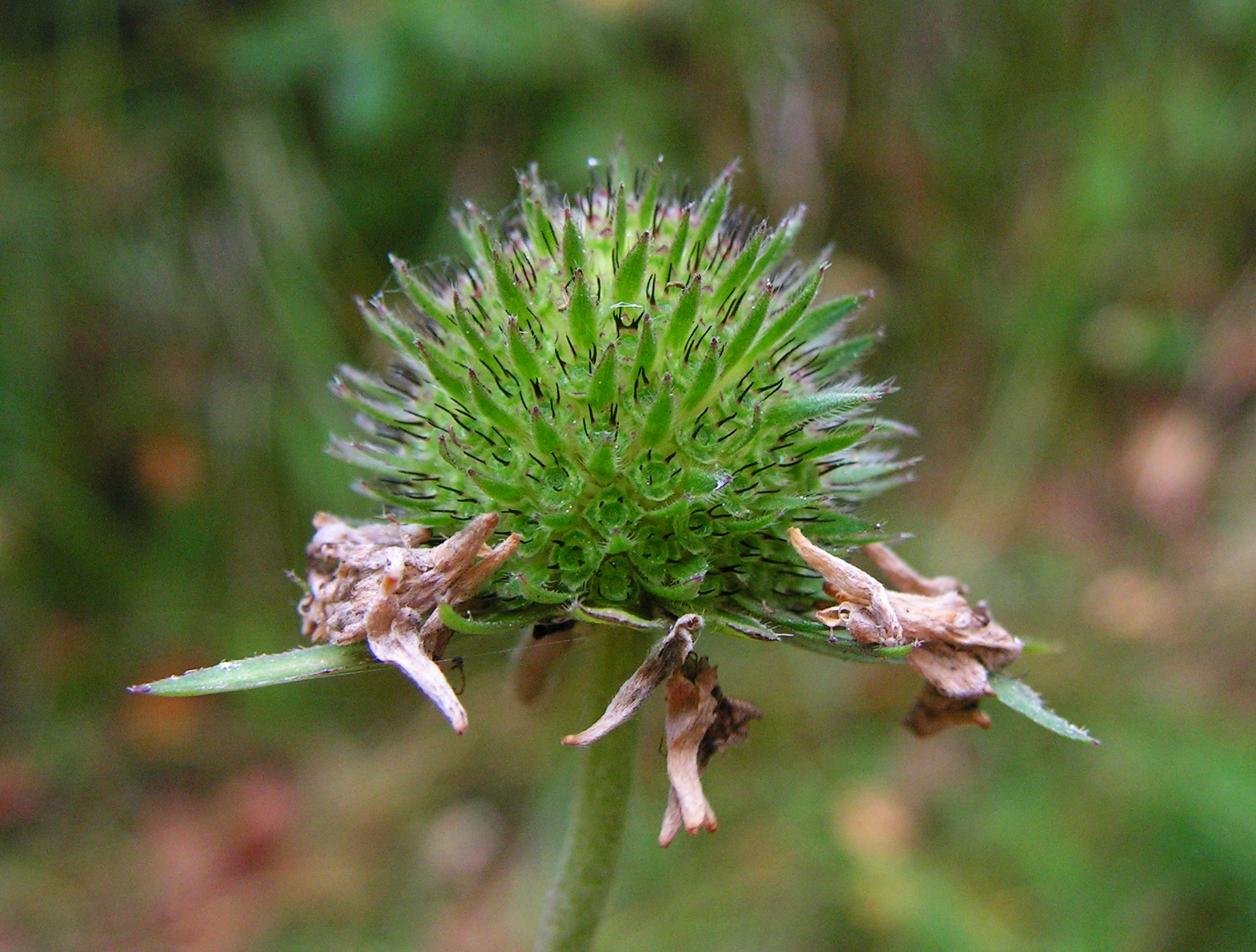
Отцветшее соцветие

Нижние листья — в розетке, немного кожистые, эллиптические или продолговатые (обратноланцетные), постепенно сужающиеся в черешок. Стеблевые листья — супротивные, сидячие, со сросшимися в короткое влагалище черешками, сверху блестящие, продолговатые, в количестве двух или трёх пар; именно по форме стеблевых листьев можно отличить сивец от короставника полевого (Knautia arvensis), у которого листья перистораздельные.
Цветки — с голубоватым или беловатым венчиком; собраны в полушаровидные головки, внешне похожие на корзинки растений семейства Астровые (Сложноцветные). Соцветия — на длинных цветоносах; обёртки соцветий двурядные, с травянистыми листочками. Прицветники длиннее бутонов, эллиптические, плёнчатые.
Все цветки в соцветии более или менее одинаковые (в отличие от короставника, у которого краевые цветки увеличены). Венчик снаружи опушённый, трубчатый, в отгибе четырёхлопастный. Тычинок четыре. Гинецей — из двух плодолистиков; завязь — нижняя, одногнёздная.
Время цветения в европейской части России — в августе-сентябре, в более южных районах (например, в Абхазии) — в августе-октябре.
Одной из особенностью сивца является то, что на одном растении имеются соцветия разных типов: верхнее соцветие является обоеполым, боковые же, более мелкие соцветия, — функционально женские (на ранних этапах их развития у тычинок происходит дегенерация пыльников). В обоеполых цветках в мужской фазе цветения пыльники выносятся далеко за пределы венчика, рыльца же остаются в пределах цветка; в женской фазе пыльники большей частью облетают, столбики же вытягиваются и оказываются за пределами венчика.
Сивец, как и другие ворсянковые, — энтомофильные растения, в качестве опылителей выступают мухи, шмели, бабочки и другие насекомые. Их привлекает как нектар, который собирается в нижней части венчика, так и пыльца.
Плод — семянка. При плодах — так называемая «внешняя чашечка»: густо опушённая, с восемью продольными рёбрами, из которых четыре заканчиваются короткими остроконечиями.
Семя — с тонкой кожурой и маслянистым эндоспермом; зародыш зелёный, хорошо дифференцированный, прямой, с мясистыми семядолями.
Поскольку у сивца прицветные чешуи не затвердевают, а обёрточка и чашечка не разрастаются, плоды при покачивании стеблей осыпаются на землю. С земли их поедают птицы и грызуны, способствуя их распространению, так как не все плоды перевариваются.
Число хромосом: 2n = 16, 18, 20.

## Распространение и экология
Сивец луговой широко распространён в лугово-болотных ценозах Евразии. Растение встречается на лугах, лесных полянах, вырубках, по обочинам дорог, в светлых лиственных лесах, всегда на влажной почве, в степных районах — на солонцеватых местах.
Ареал вида охватывает регионы с умеренным и холодным климатом Европы (в том числе Исландию, Великобританию, страны Атлантического побережья, Скандинавию, Центральную Европу и Восточную Европу, включая европейскую часть России), Сибирь, а также Кавказ и Турцию. Как заносное растение сивец встречается и в других регионах планеты. В некоторых источниках сказано, что весь ареал сивца лугового практически расположен в России, но эту информацию следует считать ошибочной, поскольку широкое распространение этого вида подтверждают многие солидные источники. К примеру, в издании «Флора европейской части СССР» (1978) в качестве области распространения указаны Кавказ, Западная и Восточная Сибирь, Средняя и Атлантическая Европа, Средиземноморье, Малая Азия.

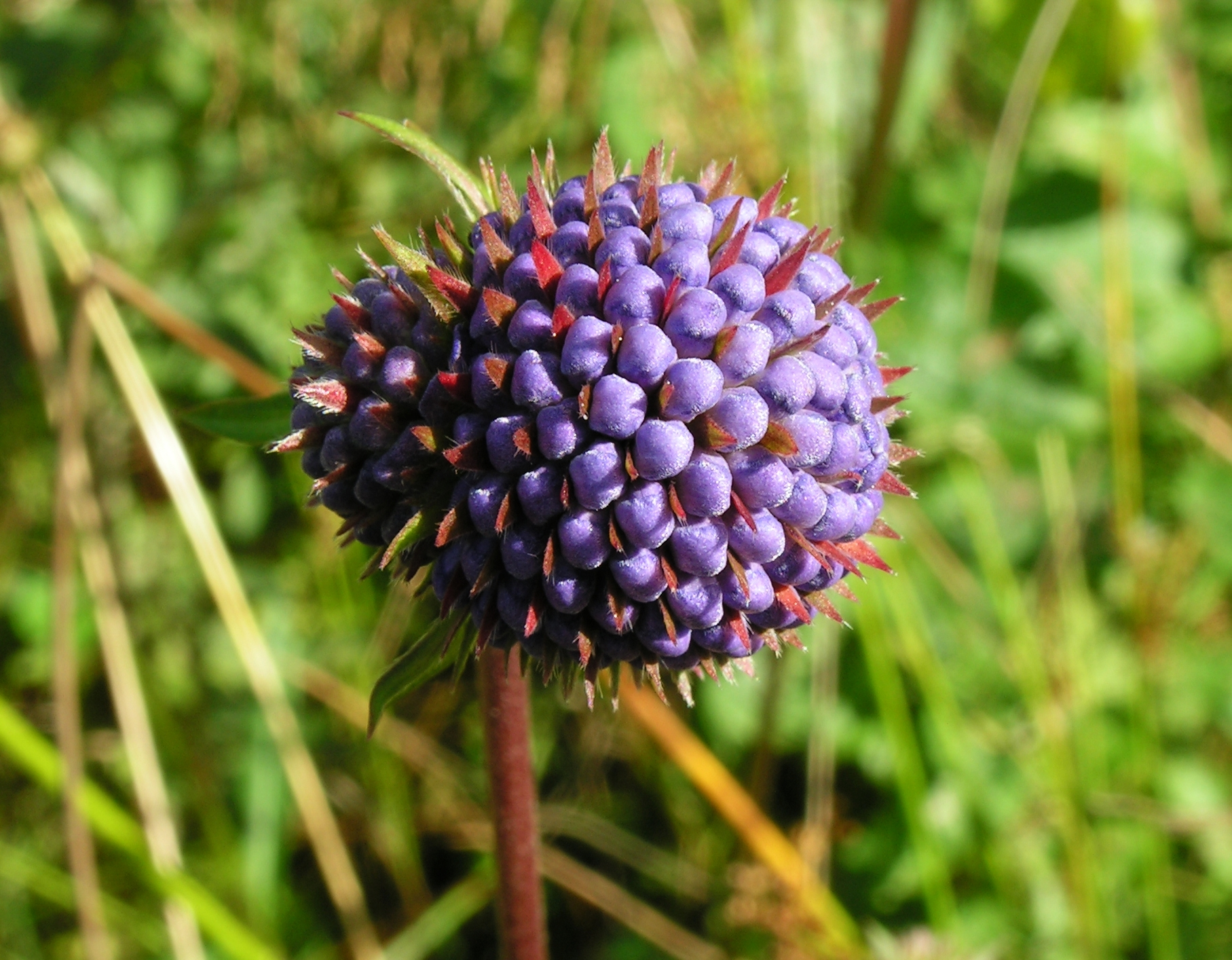
Соцветия с ещё не раскрывшимися цветками

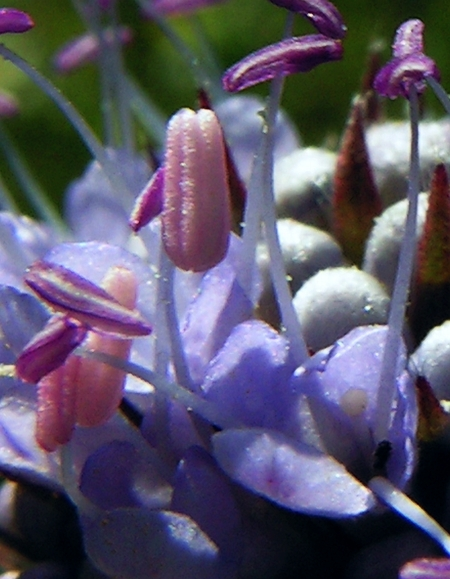
Цветки сивца крупным планом в мужской стадии цветения; видны длинные тычинки и короткие пестики

## Использование
В народной медицине используются трава и корень сивца лугового. Аптечное наименование этих средств — соответственно Succisae herba и Succisae radix.
Сивец — хороший медонос.

## Классификация

### Таксономия
Succisa pratensis Moench, 1794, Methodus : 489
Вид Сивец луговой относится к роду Сивец (Succisa) семейства Жимолостные (Caprifoliaceae) порядка Ворсянкоцветные (Dipsacales). Кладограмма в соответствии с Системой APG IV по состоянию на декабрь 2023 года:
|  |                          |  |                                   |                                   |             |  | еще 1 семейство | еще 1 семейство |               |  |  |  | еще 3 подтвержденных вида и 6 видов, ожидающих подтверждения |
|  |                          |  |                                   |                                   |             |  | еще 1 семейство | еще 1 семейство |               |  |  |  | еще 3 подтвержденных вида и 6 видов, ожидающих подтверждения |
|  |                          |  |                                   | порядок Ворсянкоцветные           |             |  |                 |                 | Сивец         |  |  |  |                                                              |
|  |                          |  |                                   | порядок Ворсянкоцветные           |             |  |                 |                 | Сивец         |  |  |  |                                                              |
|  | клада Цветковые растения |  |                                   |                                   | Жимолостные |  |                 |                 | Сивец луговой |  |  |  |                                                              |
|  | клада Цветковые растения |  |                                   |                                   | Жимолостные |  |                 |                 |               |  |  |  |                                                              |
|  |                          |  | ещё 63 порядка цветковых растений | ещё 63 порядка цветковых растений |             |  |                 | еще 28 родов    | еще 28 родов  |  |  |  |                                                              |
|  |                          |  |                                   | ещё 63 порядка цветковых растений |             |  |                 |                 | еще 28 родов  |  |  |  |                                                              |

### Синонимы
- Asterocephalus succisa (L.) Wallr.
- Asterocephalus tomentosus Spreng.
- Lepicephalus succisa (L.) Eichw.
- Scabiosa borealis Salisb.
- Scabiosa glabrata Schott
- Scabiosa succisa L.
- Scabiosa succisa var. arenaria Rouy
- Scabiosa succisa var. grandifolia Rouy
- Scabiosa succisa var. ovalis Rouy
- Succisa altissima Schur
- Succisa angustula Jord. & Fourr.
- Succisa aurigerana Jord. & Fourr.
- Succisa beugesiaca Jord. & Fourr.
- Succisa brevis Jord. & Fourr.
- Succisa cagiriensis Jeanb. & Timb.-Lagr.
- Succisa cuspidata Jord.
- Succisa dentata Jord. & Fourr.
- Succisa elliptica Jeanb. & Timb.-Lagr.
- Succisa fuchsii Gray
- Succisa fuscescens Jord. & Fourr.
- Succisa gigantea Jeanb. & Timb.-Lagr.
- Succisa glabrata (Schott) Sweet
- Succisa gracilescens Jord. & Fourr.
- Succisa incisa Jord. & Fourr.
- Succisa laetevirens Jord. & Fourr.
- Succisa palustris Sass
- Succisa parvula Jord. & Fourr.
- Succisa platyphylla Jord. & Fourr.
- Succisa praemorsa Asch.
- Succisa prativaga Jord. & Fourr.
- Succisa procera Jord. & Fourr.
- Succisa propera Jord. & Fourr.
- Succisa pyrenaica Jord. & Fourr.
- Succisa rhodanensis Jord. & Fourr.
- Succisa sabauda Jord. & Fourr.
- Succisa stricta Jord. & Fourr.
- Succisa subacaulis Bernardin
- Succisa sylvatica Jord. & Fourr.
- Succisa tardans Jord. & Fourr.
- Succisa viretorum Jord. & Fourr.
- Succisa vogesiaca Jord. & Fourr.
- Succisa vulgaris J.Presl & C.Presl

### Исторические иллюстрации

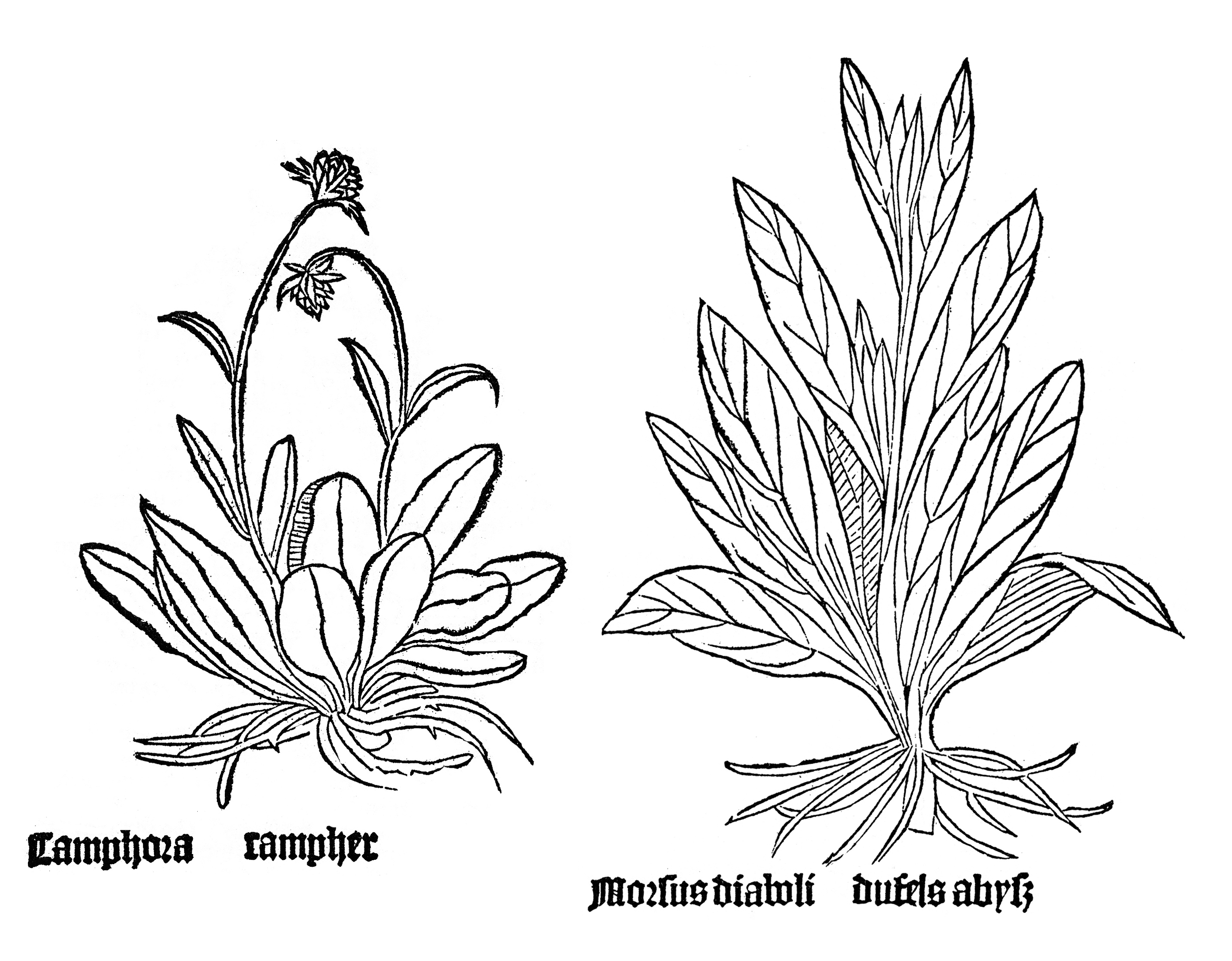
Сад Здравия, 1485
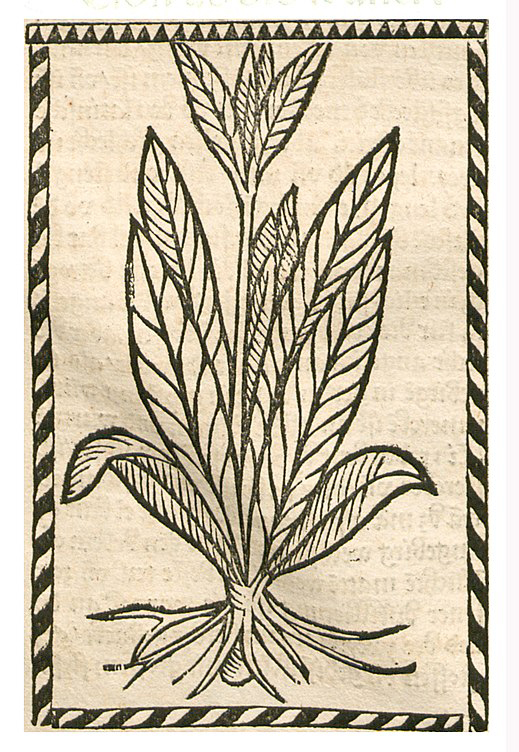
Иероним Бруншвиг, 1500
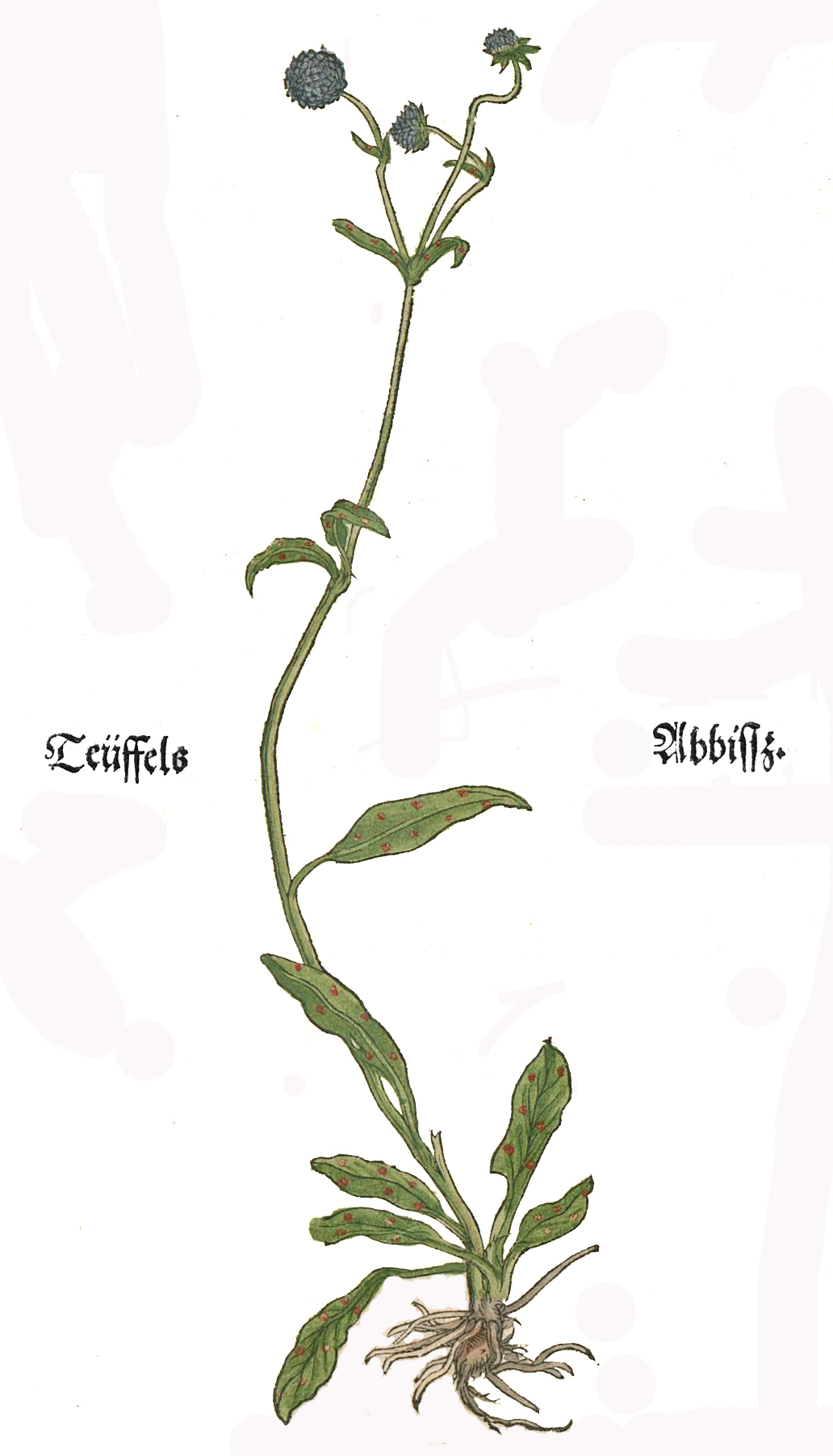
Отто Брунфельс, 1532
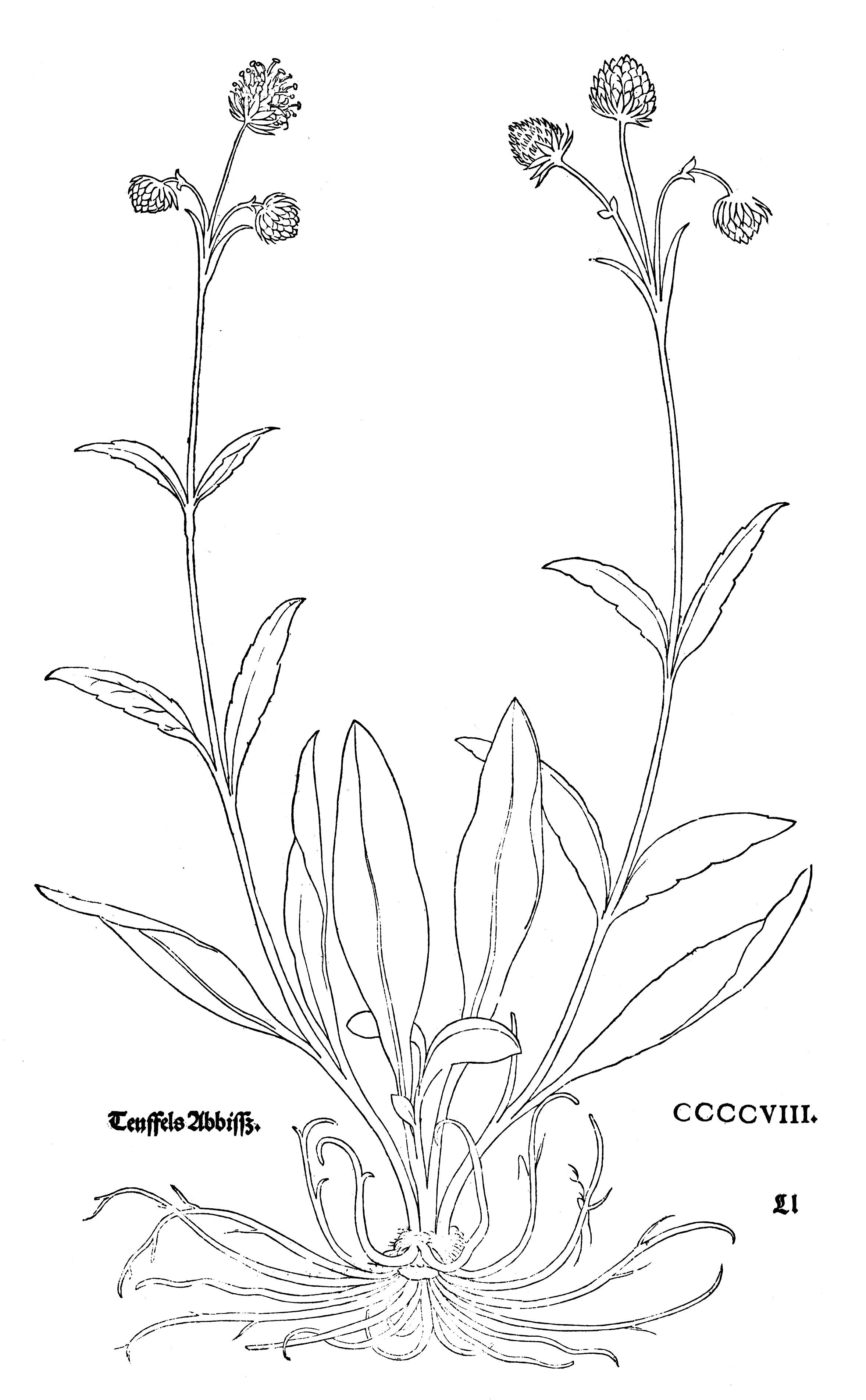
Леонарт Фукс, 1543
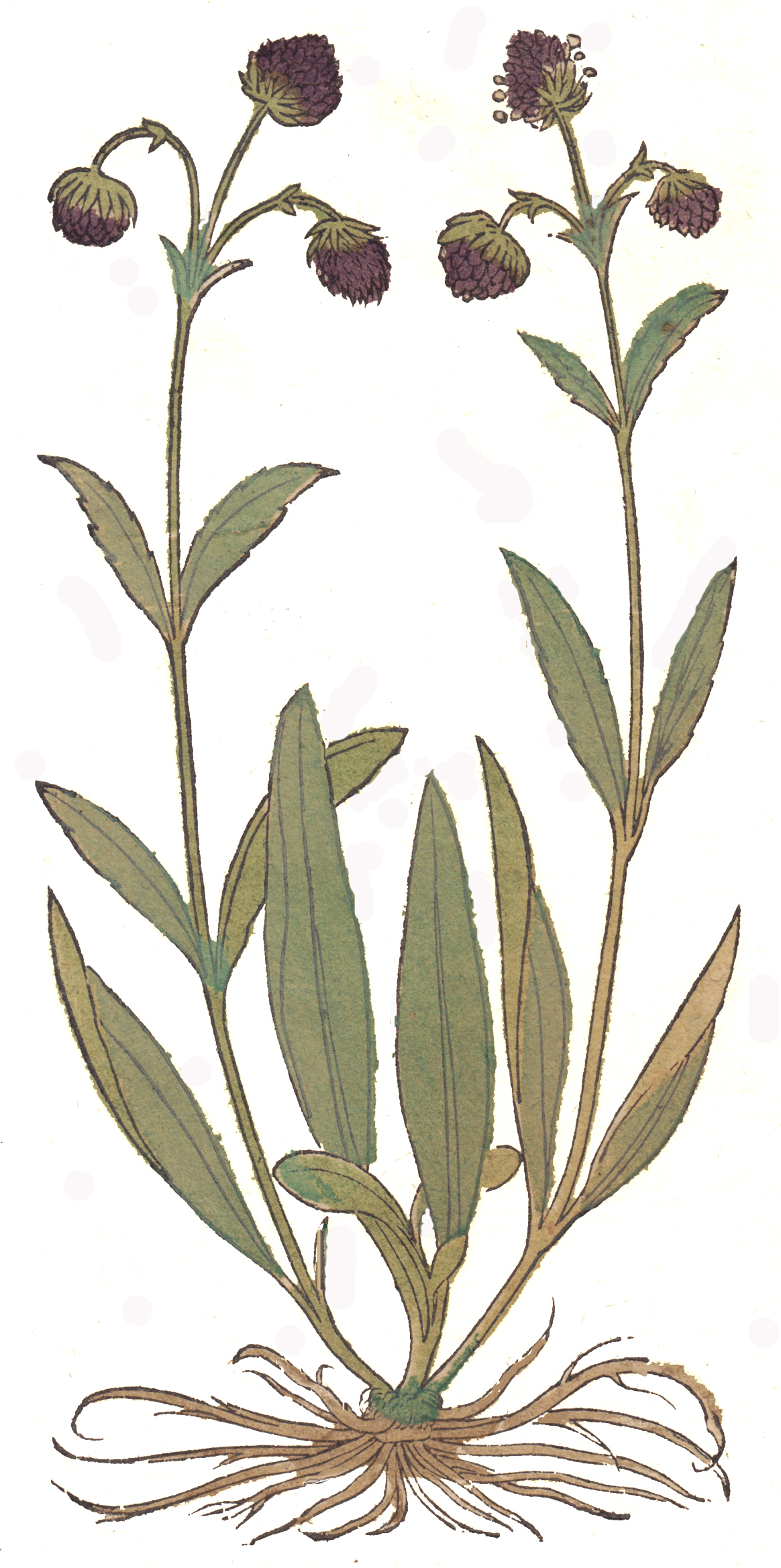
Иеронимус Бок, 1546
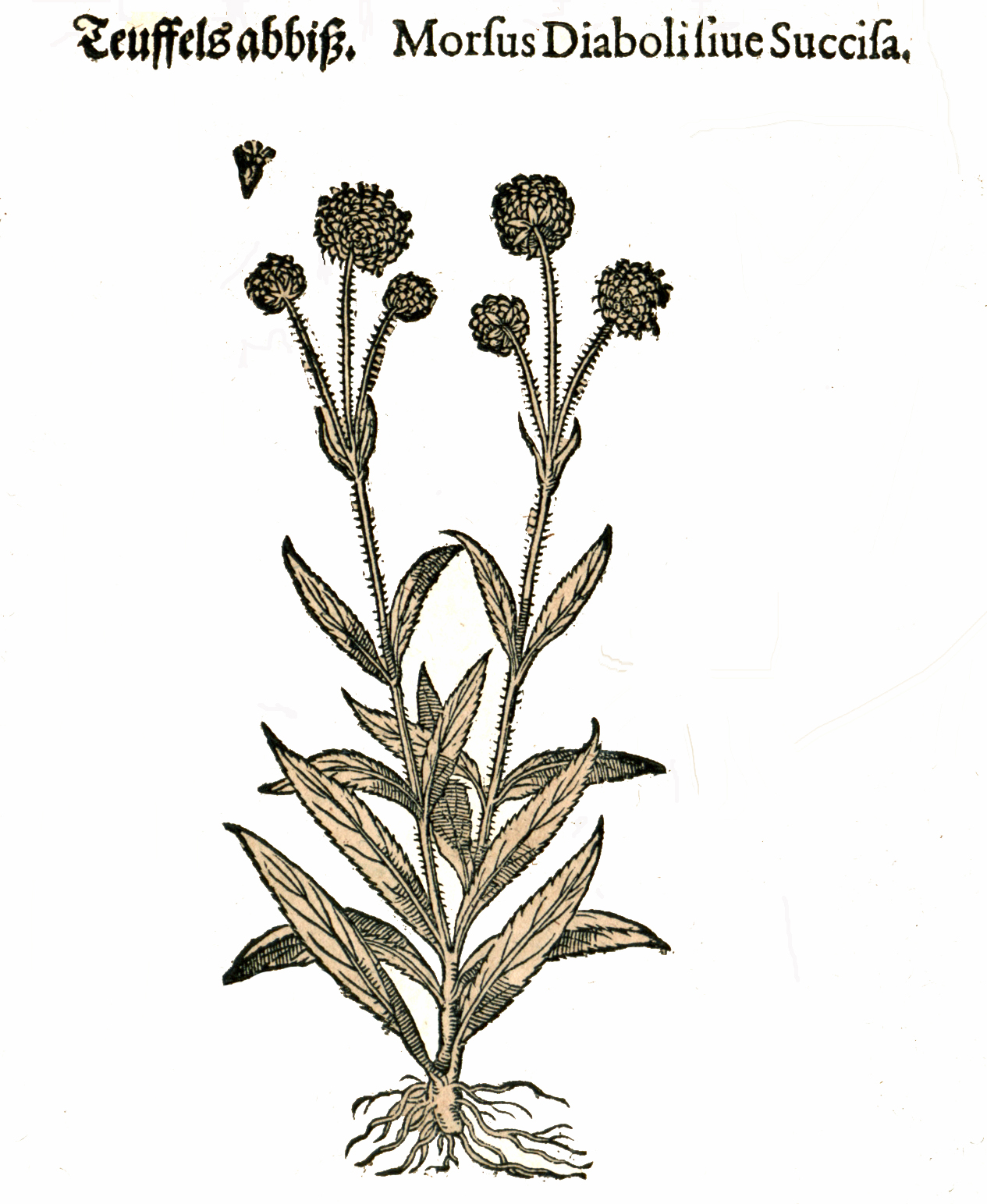
Маттиоли, Георг Хандш и Камерарий мл.,1586

## Примечание
1. ↑  Н. И. Анненковъ. Ботаническій словарь. Scabiosa Succisa — СПб.: Имп. Академія наукъ, 1878 г. — С. 318
2. ↑  Белый ; Белоусый // Толковый словарь живого великорусского языка : в 4 т. / авт.-сост. В. И. Даль. — 2-е изд. — СПб. : Типография М. О. Вольфа, 1880—1882.
3. ↑  Белоус // Энциклопедический словарь Брокгауза и Ефрона : в 86 т. (82 т. и 4 доп.). — СПб., 1890—1907.
4. ↑  Сивец // Энциклопедический словарь Брокгауза и Ефрона : в 86 т. (82 т. и 4 доп.). — СПб., 1890—1907.
5. ↑  Далиха // Толковый словарь живого великорусского языка : в 4 т. / авт.-сост. В. И. Даль. — 2-е изд. — СПб. : Типография М. О. Вольфа, 1880—1882.
6. ↑  Короста // Толковый словарь живого великорусского языка : в 4 т. / авт.-сост. В. И. Даль. — 2-е изд. — СПб. : Типография М. О. Вольфа, 1880—1882.
7. ↑  Седой // Толковый словарь живого великорусского языка : в 4 т. / авт.-сост. В. И. Даль. — 2-е изд. — СПб. : Типография М. О. Вольфа, 1880—1882.
8. ↑  Лекарственные растения в народной медицине, 1991, с. 337, ISBN 5-7633-0390-3
9. ↑  Синец, трава // Энциклопедический словарь Брокгауза и Ефрона : в 86 т. (82 т. и 4 доп.). — СПб., 1890—1907.
10. ↑  синец // Этимологический словарь русского языка = Russisches etymologisches Wörterbuch : в 4 т. / авт.-сост. М. Фасмер ; пер. с нем. и доп. чл.‑кор. АН СССР О. Н. Трубачёва, под ред. и с предисл. проф. Б. А. Ларина [т. I]. — Изд. 2-е, стер. — М. : Прогресс, 1986—1987.
11. 1 2 3 4 5 6  Иллюстрированный определитель растений Ленинградской области / Под ред. А. Л. Буданцева и Г. П. Яковлева. — М.: Товарищество научных изданий КМК, 2006. — С. 436—437. — 799 с. — 700 экз. — ISBN 5-87317-260-9.
12. 1 2 3 4 5 6  Маевский П. Ф. Флора средней полосы европейской части России. — 10-е исправленное и дополненное издание. — М.: Товарищество научных изданий КМК, 2006. — С. 477. — 600 с. — 5000 экз. — ISBN 5-87317-321-5.
13. 1 2 3 4 5 6 7 8 9 10  Губанов и др., 2004.
14. 1 2 3  Колаковский А. А. Флора Абхазии. — Изд. второе, перераб. и доп. — Тбилиси: Мецниереба, 1982. — Т. 2. Magnoliophyta: Compositae — Labiatae. — С. 179. — 284 с. — 1000 экз.
15. 1 2 3 4 5 6  Камелина, 1981.
16. 1 2  Флора европейской части СССР / Отв. ред. Ан. А. Фёдоров. — Второе, переработанное и дополненное издание. — Л.: Наука, 1978. — Т. III. Редактор тома Ю. Л. Меницкий. — С. 43. — 259 с. — 4350 экз. — УДК 582.6/.9(47)
17. ↑  Succisa pratensis Moench (англ.). WFOPL. Дата обращения: 30 января 2024. Архивировано 30 января 2024 года.